# William Fenn Jr.
Pour les articles homonymes, voir Fenn et William Fenn.
William S. Fenn, né le 14 septembre 1904 à Newark, dans le New Jersey et mort le 22 décembre 1980 à Point Pleasant, est un coureur cycliste américain. Il a participé à deux épreuves aux Jeux olympiques d'été de 1924.

## Biographie
Il est le fils de William Fenn Sr.
Il débute dans le club « Bay View Wheelmen ». En 1920, il rencontre Bobby Walthour Junior,. En 1923, il remporte le Championnat des États-Unis de vitesse amateur,,. En fin d'année, il est en tête du classement  par points pour les amateurs avec 30 victoires, deux places de second, trois de troisième et deux de quatrième.
Aux Jeux olympiques d'été de 1924 à Paris. Il est éliminé dans la course aux points. En vitesse, il remporte sa série face à Ricardo Bermejo (en) et est éliminé en quart de finale face à Jean Cugnot,,,. Il participe aux Championnats du monde de cyclisme sur piste 1924 où il est de nouveau battu par Cugnot en huitième de finale. Il passe professionnel fin 1924. En 1925, il court les six jours de Chicago avec Richard Schneider ; en 1926, les six jours de New York avec Eddie Madden, et en décembre 1927, avec Coles.
En janvier 1928, il court les Six Jours de Chicago avec Coles et en novembre, il termine second des Six Jours de Chicago, associé à Robert Walthour Junior. Il fait partie des 32 coureurs "dissidents'' suspendus pour une durée indéfinies,, parce qu'ils ont couru au vélodrome de Chicago dont les règles de Willie Spencer sont en désaccord avec les statuts de la National Cycling Association (N. C. A) de Chapman. En 1929, il court avec Jack Costello, les six jours de New York organisé pour les dissidents au Kingsbridge Armory (en),. Ils passent du premier au dernier rang au cours de la dernière journée,.
Fenn s'installe à Lavallette, dans le New Jersey en 1961, et travaille comme mécanicien automobile pour un concessionnaire automobile de la région avant sa retraite en 1967. Il décède à l'âge de 76 ans à l'hôpital de Point Pleasant le 20 décembre 1980.

## Palmarès

### Championnats des États-Unis
- 1923
  -  Champion des États-Unis de vitesse - amateur

### Six jours
- 1928
  - 2e des Six Jours de Chicago, associé à Robert Walthour Junior